# 西莫内·孔松尼
西莫内·孔松尼（義大利語：Simone Consonni，1994年9月12日—）是一名意大利男子职业自行车运动员，2020年开始为科菲迪斯队效力。他曾参加2016年夏季奥林匹克运动会男子团体追逐赛，结果获得第6名。一年后，他在2017年世界場地自由車錦標賽上获得男子团体追逐赛的铜牌。